# Freddie Prinze
Freddie Prinze, född Frederick Karl Pruetzel den 22 juni 1954 i New York, död 29 januari 1977 i Los Angeles, Kalifornien, var en amerikansk ståuppkomiker och skådespelare. Han var far till Freddie Prinze Jr. och make till Katherine Elaine Cochrane-Prinze. Han är mest känd för sina tv-roller på 1970-talet i Chico and the Man och The Million Dollar Rip-Off.

## Filmografi
- 1974-1977 - Chico and the Man (TV-serie) (62 avsnitt)
- 1976 - The Million Dollar Rip-Off (TV-film)